# 包尔绍德圣捷尔吉
包尔绍德圣捷尔吉（匈牙利語：Borsodszentgyörgy）是匈牙利包尔绍德-奥包乌伊-曾普伦州所辖的一个村。总面积21.52平方公里，总人口1161，人口密度53.9人/平方公里（2011年1月1日）。